# Ангус Дитон
Ангус Стјуарт Дитон, члан Британске академије  (Angus Stewart Deaton, 19. октобар 1945, Edinburgh, Scotland, UK) је британско-амерички економиста и академик. Његова истраживања усредсређена су првенствено на сиромаштво, неједнакост, здравље, благостање и економски развој. 2015. године добио је Нобелову меморијалну награду за економске науке за анализу потрошње, сиромаштва и благостања. 

## Биографија
Дитон је рођен у Единбургу у Шкотској. Похађао је средњу школу Hawick High School , а затим Fettes College где је дипломирао, магистрирао и докторирао. Дипломирао је на Универзитету Кембриџ 1975, са тезом „Модели потрошачке потражње и њихова примена у Уједињеном Краљевству“. На Кембриџу је касније био сарадник и истраживач у сарадњи са Ричардом Стонеом и Теријем Баркером на Одељењу за примењену економију. 
1976. Дитон је ступио на Универзитет у Бристолу као професор економетрије. 1978. постао је први добитник Фришове медаље (Frisch Medal), награде коју додељује Економетријско друштво сваке две године за примењени рад објављен у последњих пет година у економетрици. 1980. године, у часопису The American Economic Review, објављен је његов чланак који говори да потражња за разним робама за потрошњу зависи од цена и дохотка. Овај рад је од тада поздрављан као један од двадесет најутицајнијих чланака објављених у часопису у првих сто година.
1983. године напустио је Универзитет у Бристолу ради Универзитета Принстон. Тренутно је професор међународних односа и професор економије и међународних послова на Принстону. Од 2017. има заједничко именовање са Универзитетом Јужне Калифорније где је председнички професор економије.  Има и британско и америчко држављанство.
Дитон је 2015. године добио Нобелову меморијалну награду за економске науке. Краљевска шведска академија наука рекла је да се економска политика која има за циљ смањење сиромаштва може дизајнирати тек када се схвате избори појединачне потрошње, рекавши: "Више од било кога другог, Ангус Дитон је побољшао ово разумевање. Повезивањем детаљних појединачних избора и укупних резултата, његово истраживање је помогло трансформисању поља микроекономије, макроекономије и економије развоја ".  Деатон је такође аутор „Писма из Америке“, популарног полугодишњег чланка у Билтену Краљевског економског друштва.

## Најпознатији радови

### Скоро идеалан систем потражње
Дитоново прво дело које је постало познато било је „Скоро идеалан систем потражње“ који је развио са Џоном Муелбауером и објавио у часопису The American Economic Review, 1980. године.
Према прегледу америчког економског прегледа, рад „уводи практични систем једначина потражње који је у складу са максимизирањем преференција и који има довољну флексибилност да подржи потпуну анализу благостања политика које имају утицај на потрошаче“. Рад је наведен као један од 20 најбољих објављених радова у првих 100 година часописа. 

### Морбидитет и смртност у 21. веку
Ани Касе (Аnne Case) и Ангус Дитон су 2015. године у Зборнику Националне академије наука објавили рад „Растући морбидитет и морталитет средњих година међу белим Американцима који нису Хиспаноамериканци“. У чланку, Касе и Дитон истичу пораст стопе смртности од свих узрока међу средовечним белим Американцима који нису хиспаноамериканци у протеклој деценији, недавни тренд који је јединствен међу „богатим“ земљама. 

### Признања и награде
- 1978. - Фришова медаља, награда коју додељује Економетријско друштво.
- 2007. - Изабран за председника Америчког економског удружења.
- 2011. - Додељена награда  Foundation Frontiers of Knowledge Award за економију, финансије и менаџмент за његов основни допринос теорији потрошње и штедње и мерењу економског благостања.
- 2014. - Изабран у Америчко филозофско друштво.
- 2015. - Изабран за члана Националне академије наука.
- 2015. - Додељена Нобелова награда за економске науке за анализу потрошње, сиромаштва и благостања.
- 2016. - Налази се  на Краљевском списку рођендана 2016. за услуге истраживања у економији и међународним пословима.
- 2016. - Наведен # 14 (заједно са Ани Касе) у водичу Politico 50 за мислиоце, раднике и визионаре који трансформишу америчку политику 2016.
- Дитон је члан Економетријског друштва, Британске академије и Америчке академије уметности и науке.
- Има почасне дипломе на римском Универзитету Tor Vergata, Универзитету College London,  Универзитету у  St. Andrews и  Универзитету  у Eдинбургу.[14]

### Књиге
- Deaton, Angus; Muellbauer, John  . Економија и понашање потрошача. New York: Cambridge University Press. Deaton, Angus; Muellbauer, John (1980). Economics and Consumer Behavior. Cambridge University Press. ISBN 0521228506..
- Deaton, Angus. . Есеји из теорије мерења понашања потрошача. New York: Cambridge University Press. Deaton, Angus (1981). Essays in the Theory and Measurement of Consumer Behaviour: In Honour of Sir Richard Stone. Cambridge University Press. ISBN 9780521067553..
- Deaton, Angus . Разумевање потрошње. Clarendon предавања из економије. Oxford: Clarendon Press. Deaton, Angus (1992). Understanding Consumption. Clarendon Press. ISBN 0198287593..
- Deaton, Angus . Анализа анкета домаћинства: Микроеконометријски приступ развојној политици. Baltimore: Johns Hopkins University Press for the World Bank. Deaton, Angus (1997). The Analysis of Household Surveys: A Microeconometric Approach to Development Policy. World Bank Publications. ISBN 0801852544..         Deaton, Angus (2001). Здравље, једнакост и економски развој. Cambridge.
- Deaton, Angus; Zaidi, Salman. . Смернице за конструкцију агрегата потрошње  New York: World Bank Press. Deaton, Angus; Zaidi, Salman (2002). Guidelines for Constructing Consumption Aggregates for Welfare Analysis. World Bank Publications. ISBN 0821349902..
- Deaton, Angus; Kozel, Valerie, eds. Велика дебата о Индијском сиромаштву. New Delhi: Macmillan India Ltd. . 2005. ISBN 9781403926449. Недостаје или је празан параметар |title= (помоћ).
- Deaton, Angus . Велики бег: здравље, богатсво и порекло неједнакости Origins of Inequality. Princeton:  Princeton University Press. Deaton, Angus (2013). The Great Escape: Health, Wealth, and the Origins of Inequality. Princeton University Press. ISBN 9780691153544..
- Case, Anne; Deaton, Angus . Смрти очаја и будућност капитализма. Princeton University Press. Case, Anne; Deaton, Angus (2020). Deaths of Despair and the Future of Capitalism. Princeton University Press. ISBN 978-0691190785..